# Мусса Сумано
Мусса́ Сумано́ (фр. Moussa Soumano; нар. 9 липня 2005) — французький футболіст, нападник нідерландського клубу НАК (Бреда).

## Клубна кар'єра

### «Аяччо»
Вихованець клубу «Ред Стар». 2021 року приєднався до системи «Аяччо». 27 серпня 2022 року дебютував за резервну команду в матчі Насьйоналя 3 проти «Канн». 1 жовтня в поєдинку проти «Баланя» забив свій перший гол у кар'єрі.
8 січня 2023 року дебютував в освновному складі «Аяччо» в матчі Кубка Франції проти клубу «Жюра Сюд». 29 січня в поєдинку проти «Ліона» дебютував у Лізі 1. 1 лютого 2023 року в матчі Ліги 1 проти «Анже» забив свій перший гол за «Аяччо». 4 травня 2023 року підписав з клубом свій перший професіональний контракт, що розрахований до 2026 року. За підсумками сезону 2022-23 його команда понизилась у класі.
12 серпня 2023 року в матчі проти «Кевії» дебютував у Лізі 2. 13 вересня 2024 року в поєдинку проти «Лаваля» вперше відзначився м'ячем у Лізі 2.

### НАК (Бреда)
7 липня 2025 року перейшов у нідерландський клуб НАК (Бреда), підписавши чотирирічний контракт.

## Особисте життя
Народився у Франції та має малійське походження.

## Статистика виступів
Станом на 10 травня 2025
| Клуб              | Сезон             | Чемпіонат         | Чемпіонат | Чемпіонат | Кубок | Кубок | Єврокубки | Єврокубки | Інші  | Інші | Всього | Всього |
| Клуб              | Сезон             | Дивізіон          | Матчі     | Голи      | Матчі | Голи  | Матчі     | Голи      | Матчі | Голи | Матчі  | Голи   |
| ----------------- | ----------------- | ----------------- | --------- | --------- | ----- | ----- | --------- | --------- | ----- | ---- | ------ | ------ |
| Аяччо Б           | 2022–23           | Насьйональ 3      | 11        | 4         | —     | —     | —         | —         | —     | —    | 11     | 4      |
| Аяччо Б           | 2023–24           | Насьйональ 3      | 4         | 4         | —     | —     | —         | —         | —     | —    | 4      | 4      |
| Аяччо Б           | Всього            | Всього            | 15        | 8         | 0     | 0     | 0         | 0         | 0     | 0    | 15     | 8      |
| Аяччо             | 2022–23           | Ліга 1            | 14        | 1         | 2     | 0     | —         | —         | —     | —    | 16     | 1      |
| Аяччо             | 2023–24           | Ліга 2            | 23        | 0         | 0     | 0     | —         | —         | —     | —    | 23     | 0      |
| Аяччо             | 2024–25           | Ліга 2            | 27        | 4         | 0     | 0     | —         | —         | —     | —    | 27     | 4      |
| Аяччо             | Всього            | Всього            | 64        | 5         | 2     | 0     | 0         | 0         | 0     | 0    | 66     | 5      |
| НАК Бреда         | 2025–26           | Ередивізі         | 0         | 0         | 0     | 0     | —         | —         | 0     | 0    | 0      | 0      |
| Всього за кар'єру | Всього за кар'єру | Всього за кар'єру | 79        | 14        | 0     | 0     | 0         | 0         | 0     | 0    | 81     | 14     |